# 卡利涅 (科佐瓦區)
49°22′22″N 25°8′46″E / 49.37278°N 25.14611°E
卡利涅（烏克蘭語：Кальне）是位於烏克蘭西部特諾皮爾州裏特諾皮爾區的村莊，始建於1473年，面積0.3平方公里，海拔高度348米，2001年人口1,407，人口密度每平方公里4,690人。